# Faklits Imre
Faklits Imre (Faklits András) (Rózsahegy, 1781. január 1. – Tata, 1836. július 11.) piarista rendi pap, tanár.

## Élete
Faklits József és Knazoviczky Mária fia volt. 1801. október 6-án lépett a rendbe Trencsénben, ahol papnövendék volt. 1802-től Breznóbányán tanított a gimnázium alsó osztályaiban; 1807–1808-ban pedig a bölcseletet hallgatta Vácon, ahol 1808. április 4.-én misés pappá szenteltetett föl. 
1809-ben teológus volt Nyitrán és 1810-ben Szentgyörgyön; azután gimnáziumi tanár 1811-ben Magyaróváron, 1812-ben Veszprémben, 1813–1814-ben Vácon, 1815–1828 között Magyaróváron, 1829-ben Magyaróváron vicerektor és spirituális, 1830–1834 között pedig rektor és gimnáziumi igazgató; végül 1835-ben vicerektor Tatán. Itt temették el a nagytemplom kriptájába. 
1972-ben, amikor összegyűjtötték az ott talált csontokat, Faklits földi maradványait teljes épségben találták meg a koporsójában. Ezután az esztergomi kanonokok kriptájában helyezték végső nyugalomra.

## Munkái
- Ode ill. ac. rev. dno Antonio Juranits, episcopo Jaurinensi, dum ecclesiae suae gubernacula die 30. augusti anno 1825. solenni ritu auspicaretur, a collegio Magyar-Ovariensi scholarum piarum oblata. Jaurini
- Ode adm. rev. ac clariss. patri Joanni Bapt. Grosser, collegii M. Ovariensis S P. Rectori dum festam nominis sui diem lactus recoleret. Ab eodem collegio gymnasioque anno 1826. oblata. Jaurini
- Elegia dno Antonio Wittmann de Dengláz, a collegio scholar. piarum Magyar-Ovariensi ad diem nominis oblata 1829. Posonii